# Hafen Šventoji
Hafen Šventoji (litauisch Šventosios valstybinis jūrų uostas) ist ein staatlicher Seehafen in der westlitauischen Stadt Šventoji an der Ostsee, 35 km nördlich der Hafenstadt Klaipėda. Gründer des Hafens ist die Republik Litauen. Für die Hafenentwicklung sind die Verwaltung des Hafens Klaipėda und die Stadtverwaltung Klaipėda zuständig.

## Geschichte
Seit dem Vertrag von Melnosee von 1422 bis zur 3. Teilung Polen-Litauens von 1795 war klar, dass der Zugang des
Großfürstentums Litauen zur Ostsee für mehr als 350 Jahre auf einen schmalen sandigen Küstenstreifen von 35 Kilometer Breite beschränkt sein würde – zwischen dem Deutschordensstaat, später Ostpreußen im Süden und dem Schwertordensstaat (Meistertum Livland), später dem Herzogtum Kurland und Semgallen im Norden.
Im Jahr 1589 erteilte der schwedische König und litauische Großfürst Sigismund Wasa einer englischen Gesellschaft die Erlaubnis, den Hafen von Šventoji zu erbauen und zu erweitern. Anfang des 17. Jahrhunderts stand er zum Hafen von Memel in Konkurrenz. Nach Ausbruch des Nordischen Krieges beschlossen die Eigentümer der Häfen von Riga und Liepāja, zusammen mit den Schweden, die Häfen von Palanga und Šventoji zu zerstören. 1701 verwüsteten die Schweden die Hafenanlagen und Anlegestellen. Dies beendete für die nächsten 300 Jahre das Kapitel Seehafen in Šventoji, bis Anfang des 21. Jahrhunderts mit der Entwicklung eines neuen staatlichen Seehafens, dem Typ nach eines Yacht-Hafens, begonnen wurde.
2008 endeten die vorbereitenden Maßnahmen und Vorprojektarbeiten. 2009 wurde eine Studie über die Entwicklungsmöglichkeiten des Hafens erstellt, 2010 der Baugrund kartografiert und archäologische Forschungen durchgeführt. Die Planungen wurden 2011 beendet und die Umsetzung des technischen Projektes begonnen. Der Hafen Klaipėda investierte damals 1,1 Millionen Euro.
2011 wurde der Hafen zwischenzeitlich geöffnet. Nach der feierlichen Eröffnung kamen 40 Yachten und zwei Küstenwache-Schlauchboote. Die ersten ausländischen Gäste kamen mit einer polnischen Yacht aus dem Hafen Gdynia. Insgesamt  können 72 Schiffe mit einer Länge von bis zu 12 Metern zur gleichen Zeit empfangen werden. Im Hafen wurden insgesamt rund 3 Millionen Euro investiert.
2013 wurde geschätzt, dass der Bau der ganzen Infrastruktur (Pfeiler, Kais) etwa 200 Millionen Litas kosten wird. Die meisten dieser Mittel stammten aus Zuschüssen der Europäischen Union. Der neue Baubeginn war für das Frühjahr 2015 vorgesehen. Bis 2019 plante man den Hafen vollständig zu bauen.

## Verwaltung
- Direktorin: Airida Čėsnienė